# Francisco Aranha
Francisco Aranha (? — Cuculim, 25 de julho de 1583) foi um religioso jesuíta, que nasceu na Diocese de Braga, que foi martirizado em Cuculim, na Índia, em 25 de Julho de 1583, no exercício da sua ação missionária e que foi beatificado pela Igreja Católica.